# Knauf Interfer
Die Knauf Interfer SE mit Hauptsitz im Duisburger Hafen und zwölf Standorten ist ein werksunabhängiger Bearbeiter, Serviceanbieter und Distributor für Stahl und Aluminium insbesondere für Kunden aus der Industrie und dem Automobilbau.

## Geschichte

### Ursprung
Das Unternehmen geht auf die 1922 gegründete Eisenlager GmbH zurück, die zum Stinnes-Konzern (→ Stinnes AG) zählte und dann über einen langen Zeitraum hinweg unter Stinnes Interfer AG firmierte. Die Deutsche Bahn übernahm 2002 das Mutterunternehmen Stinnes AG und veräußerte den Bereich Interfer zwei Jahre später an Bain Capital. Noch im selben Jahr erwarb Albrecht Knauf Stinnes Interfer Stahl von dieser Investmentgesellschaft. Seitdem trat der Kern der heutigen Gruppe unter Knauf Interfer auf, mit der Umwandlung in eine Europäische Gesellschaft im Jahr 2008 endgültig als Knauf Interfer SE.

### Aufbau

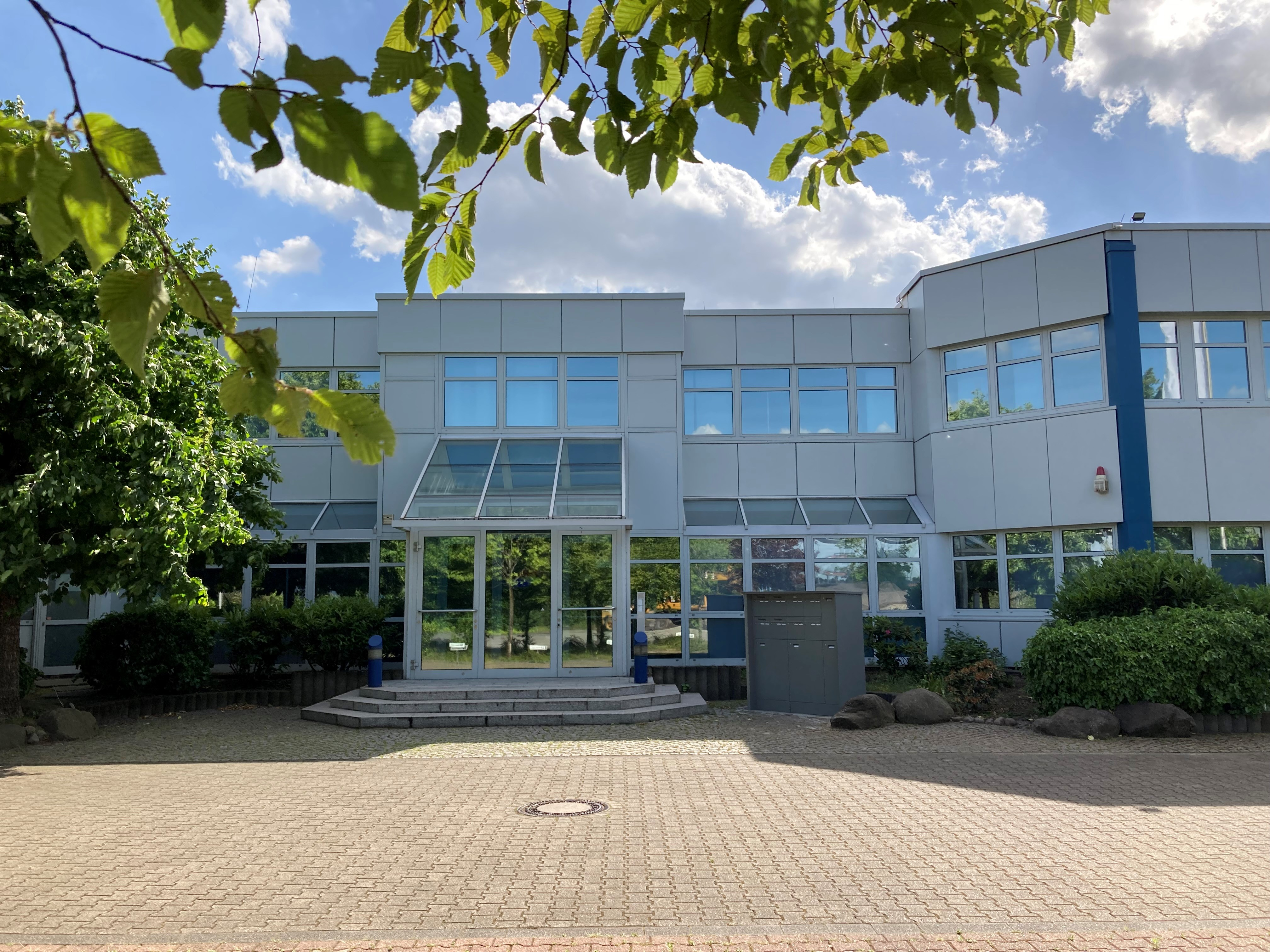
Unternehmenszentrale in Duisburg (2022)

Im Jahr 2005 wurde im Stahlbereich ein Kaltwalzwerk (die heutige Knauf Interfer Cold Rolling GmbH) mit Sitz in Iserlohn zugekauft. In den Folgejahren baute die Gruppe ihre Stahlaktivitäten kontinuierlich aus. So wurden zum 1. September 2006 die Service-Center-Aktivitäten des finnischen Stahlherstellers Rautaruukki in Duisburg übernommen. Heute befindet sich dort die Zentrale. 2007 erfolgte die Übernahme des Stahl Service Centers Delta-Stahl GmbH in Barsinghausen. 2010 wurde die Gruppe um die Völkel & Winkler GmbH & Co. KG in Wenden erweitert. Das Unternehmen erwarb in Nürtingen, ebenfalls im Jahr 2010, aus der insolventen Gnida-Gruppe die Geschäftsbereiche Stahlservice-Center, Rollformgebung und Stahlformgebung.
2014 übernahm das Unternehmen die F. W. Brökelmann Gruppe. Damit wurden die Entwicklungs- und Produktionsfähigkeiten im Bereich Aluminium gestärkt; dieser bildet heute (2023) das zweite Standbein der Gruppe.

### Konzentration
2018 wurden die fünf Stahl Service Center in der Knauf Interfer Stahl Service Center GmbH gebündelt. Im Folgejahr kam das Werk in Frankfurt am Main hinzu. Ende 2018 wurden die Geschäftsaktivitäten der Roll- und der Stahlformgebung am Standort Nürtingen an die Meform Unternehmensgruppe verkauft, um die eigene Positionierung als Spezialist für Flachstahl, Aluminium und Anarbeitung zu stärken.
Im Jahr darauf erfolgte die Grundsteinlegung für ein neues Automotive-Werk in Opole (Polen) im Aluminiumbereich sowie die Gründung der Knauf Interfer Automotive Blanks GmbH, mit der die Kompetenz im Automobilbau-Bereich erweitert wurde. 
In den Folgejahren setzte die Gruppe die Konzentration auf die Aluminiumweiterverarbeitung sowie den Flachstahlbereich fort: Bis Ende 2020 wurden aus diesem Grund alle Aktivitäten im Bereich der Stahlverarbeitung und -Distribution sowie des lagerhaltenden Rohrhandels veräußert oder geschlossen. 2020 wurde der Firmensitz zudem von Essen nach Duisburg verlegt.

## Konzernstruktur
Die Gruppe bündelt ihre Flachstahlaktivitäten in der Business Unit Steel mit den Bereichen Stahl Service Center, Kaltwalzen und dem Formplatinenschneiden. Die Business Unit Aluminium erbringt in Lieferketten der Industrie und des Automobilbaus Entwicklungs- und Produktionsleistungen. Die Bearbeitungstiefe umfasst hier komplexe stranggepresste Aluminiumprofile sowie Komponenten bis hin zu einbaufertigen Baugruppen. Die Zentrale in Duisburg erbringt die üblichen internen Leistungen für die operativen Einheiten der Gruppe.
Der Konzernabschluss zum Jahresende 2021 listet 21 Unternehmen auf, die mit der Knauf Interfer SE verbunden sind.

## Leistungen und Produkte
Das Leistungsspektrum umfasst Beratung, Entwicklung, Fertigung, Lieferung, Logistik und Lagerhaltung. Die Gruppe bietet gleichzeitig individuelle Lösungen aus Stahl und Aluminium, auch mit kleinen und kleinsten Losgrößen.
Die Kernaktivitäten im Bereich Stahl umfassen das Bearbeiten von Flachstahl verschiedener Abmessungen und Qualitäten. Dazu zählen Längs- und Querteilen, Kaltwalzen, Oberflächenbeschichtung (zum Beispiel Verzinnen und Verzinken), Stanzen von Formplatinen, Stanzen von Sonderzuschnitten sowie Supply-Chain-Management. Im Bereich Aluminium sind die Kernaktivitäten das Pressen und die Weiterverarbeitung von Aluminiumlegierungen. Dazu gehören: Strangpressen, Haspeln beziehungsweise Coiling, spanende beziehungsweise spanlose Bearbeitung, Umformen, Fügen, Oberflächenbearbeitung sowie Messen und Prüfen.
Zu den Produkten im Bereich Stahl zählen Kaltband und kaltgewalzte Stähle, Warmband und warmgewalzte Stähle, schmelztauchveredelte Stähle, elektrolytisch veredelte Stähle sowie farbbeschichtete Stähle. Im Bereich Aluminium werden Legierungen zu komplexen stranggepressten Aluminiumprofilen verarbeitet, die anschließend zu Komponenten oder einbaufertigen Baugruppen weiterbearbeitet werden.

## Standorte und Zahlen
Die Gruppe wird in der Duisburger Zentrale gesteuert. 
Die wichtigsten Standorte im Bereich Stahl sind (Stand 2022) Barsinghausen, Duisburg, Frankfurt am Main, Iserlohn, Mudersbach, Nürtingen, Wenden und Eindhoven (Niederlande). 
Die wichtigsten Standorte im Bereich Aluminium sind (Stand 2022) Ense, Werl und Opole. 
|                    | 2018  | 2019  | 2020  | 2021  |
| ------------------ | ----- | ----- | ----- | ----- |
| Umsatz (in Mio. €) | 775,9 | 691,3 | 550,7 | 812,6 |
| Mitarbeiter a      | 1.570 | 1.519 | 1.365 | 1.332 |